# Палагония
Палагонѝя (на италиански: Palagonia, на сицилиански Palaunìa, Палауния) е град и община в Южна Италия, провинция Катания, автономен регион и остров Сицилия. Разположен е на 200 m надморска височина. Населението на общината е 16 547 души (към 2010 г.).